# Rogovo-Vorfall
Beim sogenannten Rogovo-Vorfall (serbisch Сукоб у Рогову Sukob u Rogovu; zu Deutsch „Auseinandersetzung in Rogovo“) wurden Ende Januar des Jahres 1999 in der innerstaatlichen Phase des Kosovokrieges 24 oder 25 Männer albanischer Ethnie, die meisten nachweislich UÇK-Mitglieder, und ein jugoslawischer Polizist im Dorf Rogovo zwischen Gjakova und Prizren getötet.
Je nach Darstellung handelte es sich dabei entweder um ein „Massaker“, um eine „Exekution“ oder um eine rücksichtslose Vernichtung eines „UÇK-Stützpunkts“ durch die serbisch-jugoslawische Polizei. Zeugenaussagen der Dorfbewohner sprechen laut OSZE-KVM-Bericht in fünf bis sechs Fällen von willkürlichen Erschießungen.

## Hintergrund
Rogovo ist ein Dorf im Bezirk Gjakova im südwestlichen Teil des Kosovo, nahe der Grenze zu Albanien. Zu Anfang des Jahres 1999 hatten wiederholte Versuche kleinerer Gruppen von UÇK-Kämpfern, die Grenzposten zu durchdringen, zu einem Anstieg der Spannungen in der Region geführt. Kurz zuvor hatte sich am 25. Januar 1999, im Okrug Peć, ein Vorfall in Rakovine (albanisch Rakovinë/Rakovina) ereignet. In der letzten Januarwoche 1999 führten Spezialpolizei-Kräfte und die Jugoslawische Armee (VJ) Operationen in diesem Gebiet durch, und viele Dorfbewohner flohen. Mehrmals kehrte die Polizei nach Rogovo und in die umgebenden Dörfer zurück, um nach UÇK-Mitgliedern zu suchen. Ende Januar/Anfang Februar 1999 kontrollierte die UÇK wieder etwa dieselben Gebiete, die sie schon im Frühsommer 1998 beherrscht hatte und aus denen sich die jugoslawische Armee nach dem Holbrooke-Milošević-Abkommen zurückgezogen hatte.

## Ablauf
Der tatsächliche Ablauf wurde nicht vollständig aufgeklärt. Es kann vermutet werden, dass bei einem Feuerüberfall der UÇK auf eine Polizeipatrouille ein Polizist getötet wurde, woraufhin die Polizei nicht nur mit übermäßiger Härte Rache an der UÇK-Gruppe nahm, die den Überfall initiiert hatte, sondern auch einige möglicherweise unbeteiligte Zivilisten willkürlich tötete.

### Untersuchung der OSZE-KVM
Am Morgen des 29. Januar 1999 informierte der stellvertretende Polizeichef in Djakovica ein OSZE-KVM-Team über „einen Vorfall in Rogovo“. Ungefähr um 6:30 Uhr sei eine Polizeipatrouille von 10 Beamten von der UÇK im Zentrum von Rogovo angegriffen worden. Ein Polizist sei im Hinterhalt getötet und zwei leicht verwundet worden, doch wurden keine weiteren (UÇK-)Opfer erwähnt. Das KVM-Team kam um 9:55 Uhr in Rogovo an, wo es den mit einer Decke bedeckten Körper eines toten Polizisten im hinteren Bereich eines Wagens sah. Als dem Team mit General John Drewienkiewicz, einem Stellvertreter von William Walker, eine Stunde später, nach dem Eintreffen eines Untersuchungsrichters des Okrugs Peć aus Peć (Pejë/Peja), gestattet wurde, das von drei bis vier Meter hohen Mauern umgrenzte Grundstück des Bauernhofs zu betreten, fand es insgesamt 24 Leichen. Drei Leichen befanden sich auf dem Rücksitz eines roten Vans, der schwer durch Kugeln beschädigt worden war, und weitere acht Leichen im Heckraum; drei Maschinenpistolen fanden sich innerhalb des Vans. Eine Maschinenpistole lag nahe bei jeder der drei Leichen, die in der Nähe des Vans lagen. Ein Polizeibeamter zeigte dem KVM-Team eine Tasche, die mehrere Handgranaten und zahlreiche lose Munition enthielt. In einer nahe gelegenen „Garage“ sahen die KVM-Verifikateure weitere fünf, teilweise in Wasser getauchte Leichen und eine Maschinenpistole neben einer von ihnen. Neben der Außenwand wurde der kosovo-albanische Besitzer des Grundstücks mit einem neben ihm liegenden Gewehr tot aufgefunden. In einem Gebäude im hinteren Teil des Geländes sah das KVM-Team vier Leichen mit Waffen sowie zahlreiche, benutzte Patronenhülsen. Vier der Toten waren mit tarnfarbenen Uniformen, die UÇK-Abzeichen trugen, bekleidet. Bei einem der Opfer wurde der Ausweis eines UÇK-Hauptquartier-Kuriers gefunden. Insgesamt fanden sich weniger Waffen als Tote.
Als das Szenario der Schießerei von den polizeilichen Ermittlern untersucht wurde, versammelte sich eine große Menge an Menschen. Alle Leichen aus dem Van wurden zur Identifizierung herausgelegt. Eine von ihnen hatte offensichtlich schwere Verletzungen, deren Beschaffenheit für eine Granatenexplosion im Van sprach. Die Leichen wurden dann in das medizinische Zentrum in Pristina zur Obduktion gebracht.

### Angaben der Polizei
Nach den Angaben der Polizei war eine Polizeipatrouille in einen Hinterhalt geraten und ein Polizeibeamter getötet worden, wonach die Polizei das Feuer erwidert und 24 mutmaßliche Mitglieder der UÇK getötet hat.

### Angaben der Dorfbewohner
Nach Angaben der albanischen Dorfbewohner gegenüber der OSZE-KVM hatte der Hausbesitzer um 5:30 Uhr drei Männer in seinem roten Van zu seinem Geschäft in der Stadt gefahren. In einem Café sei er gefragt worden, ob er „Soldaten transportieren helfen“ könne. Der Besitzer habe den Ort mit einigen anderen verlassen, begleitet von einem weiteren Wagen. Unmittelbar darauf hätten etwa 15 Polizeibeamte das Café betreten, alle Anwesenden durchsucht und nach dem Van und seinem Fahrer gefragt. 20 Minuten später sei der Besitzer mit gefesselten Händen und in Begleitung von zwei Polizeibeamten in sein Haus zurückgekehrt. Dann um ungefähr 6:00 Uhr sei sein roter Van angekommen, mit verschiedenen bewaffneten UÇK-Leuten darin. 20 Polizei- und/oder Spezialeinheits-Kräfte hätten das Grundstück betreten und begonnen, auf die UÇK-Leute zu schießen, während diese noch in dem Wagen gewesen seien. Nachbarn hätten intensives Gewehrfeuer und einige Explosionen gehört. Nach der Schießerei sei der Besitzer zu dem Holzhaufen gebracht worden, wo er anscheinend willkürlich getötet worden sei. Etwa sieben Polizeibeamte hätten dann das benachbarte Haus betreten und die männlichen Familienmitglieder heraus- und zum roten Van gebracht, zusammengeschlagen, willkürlich hinter dem Haus nahe bei dem Holzhaufen getötet und in eine seichte Lache von Schlamm und Wasser in der „Garage“ geworfen. Nach mehreren Aussagen seien die vier Männer nicht in UÇK-Angelegenheiten verwickelt gewesen. Gegen acht Uhr hätten rund 30 Polizeibeamte den Hof eines anderen, etwa 150 Meter von dem Grundstück entfernten, kosovo-albanischen Hauses betreten. „Habt ihr Gäste?“ rufend seien sie in das Haus gekommen und hätten vier Familienmitglieder nach draußen gebracht und ihnen befohlen, mit ihren Händen hinter ihren Köpfen niederzuknien. Nachdem die Polizei das Haus durchsucht habe, hätten sie der Familie befohlen, zurück ins Haus zu gehen, doch hätten sie einen Mann zurückgehalten. Zeugen hätten gesehen, dass er von zwei Polizisten zum ersten Haus gebracht wurde, wo er willkürlich getötet und in das schmutzige Wasser geworfen worden sei.
Am Tag vor den Tötungen hätten sich die gespannten Verhältnisse im Dorf zugespitzt, da die Polizei das Dorf umzingelt und niemanden eingelassen hätte. Am 29. Januar wären sieben Häuser im Dorf durchsucht und einige Gegenstände gestohlen worden, und zwischen 9:30 Uhr und 10:00 Uhr seien sechs Leute, die meisten von ihnen Männer, zusammengeschlagen worden.

### Angaben der UÇK
Nach der Erklärung eines UÇK-Kommandeurs gegenüber der KVM waren 18 der Toten Mitglieder der UÇK und fielen wie Soldaten.

## Rezeption

### International
Der als scharfer Kritiker der US-amerikanischen Außen- und Wirtschaftspolitik bekannte Linguist Noam Chomsky stellt die westliche Beurteilung der im Kosovo von serbischer bzw. von albanischer Seite begangenen Gewalttaten als Beispiel für asymmetrische Wahrnehmung nach Interessenlage im Sinne von „Genozide sind akzeptabel, solange der Westen sie verübt“ dar:

„Noch bis zum Januar 1999 gingen die Briten davon aus, dass die meisten der Gräueltaten von den Verbänden der UÇK, der Albanischen Befreiungsarmee, verübt wurden. Die UÇK versuchte nach eigenen Angaben, die Serben über die Grenze hinweg anzugreifen und zu überzogenen Reaktionen zu provozieren, damit man mit den begangenen Menschenrechtsverletzungen die öffentliche Meinung im Westen für sich gewinnen konnte. Mit Kriegsbeginn eskalierten dann die Menschenrechtsverletzungen in dramatischer Weise.“

### Deutschland
Besondere Bedeutung erlangte der Fall Rogovo in Deutschland als nachträgliche Legitimation gegenüber der Öffentlichkeit für die deutsche Beteiligung an den Luftangriffen der NATO auf Jugoslawien.
Bereits seit Ende März 1999 hatten die Medien die Behauptung des Verteidigungsministers Rudolf Scharping aufgegriffen, dass die Serben im Fußballstadion von Priština ein Konzentrationslager eingerichtet hätten. Der Berliner Kurier titelte am 30. März: „Serben-Killer treiben Albaner in KZ-Zonen“. Die Bild-Zeitung hatte am 1. April das Foto einer Menge von Kosovoalbanern, die vor dem Krieg nach Mazedonien geflüchtet war, auf Seite 1 der Ausgabe mit der Schlagzeile „...Sie treiben sie ins KZ“ versehen.
Am 27. April 1999 präsentierte Rudolf Scharping nun der Öffentlichkeit Fotos, die am 29. Januar 1999 vom Tatort in Rogovo gemacht worden waren, als angebliche Beweise für ein serbisches „Massaker“ an Zivilisten. Er bezeichnete dies als Beleg dafür, dass eine systematische Vertreibung der Kosovo-Albaner unter Verletzung der Menschenrechte schon vor der Zeit der Luftangriffe der NATO begonnen hatte, und versuchte damit seine Behauptung von der Existenz und der frühzeitig begonnenen Ausführung eines sogenannten Hufeisenplans zu untermauern.

„Was wir Ihnen hier zeigen, ich hatte ja schon gesagt, man braucht starke Nerven, um solch grauenhafte Bilder überhaupt ertragen zu können, sie machen aber deutlich, mit welcher Brutalität das damals begonnen wurde und seither weitergegangen ist. Wenn Sie sich mal solche Fotos anschauen, dann werden Sie auch sehr, sehr unschwer erkennen können, dass das in einem gewissen Umfang auch beweissichernd sein kann. Die Uniformen, die Sie da sehen, das sind Uniformen der serbischen Spezialpolizei. Das macht auch deutlich, dass Armeekräfte und Spezialpolizei, später dann auch im Fortgang nicht nur diese, sondern auch regelrechte Banden freigelassener Strafgefangener und anderer, an solchen Mordtaten beteiligt sind. Es sind erschütternde Bilder. Und ich muss mir große Mühe geben, das in einer Tonlage zu schildern, die nicht gewissermaßen zur Explosion führt.“

In einem Interview mit Ulrich Deppendorf in der ARD vom 30. April 1999 verbreitete Scharping die Spekulation, die Köpfe der Toten aus Rogovo seien mit Baseballschlägern eingeschlagen worden. Er wies jede Kritik an seiner Verwendung der Fotos und Zweifel an seiner Behauptung, dass die Serben schon seit Januar ethnische Säuberungen betreiben, zurück.
Obwohl die Nachrichtenagentur Reuters schon drei Monate zuvor ähnliche Fotos des Vorfalls publiziert und die Toten als aus Rache für einen getöteten serbischen Offizier umgebrachte UÇK-Kämpfer bezeichnet hatte, übernahmen nun viele deutsche Medien Scharpings Darstellung in dem vom Kölner Express als „Deshalb führen wir Krieg!“ zusammengefassten, kriegsbegründenden Sinn.
Schon vor der Präsentation der Bilder durch Scharping waren öffentlich Stimmen laut geworden, die Bedenken anmeldeten, dass die Schilderung angeblicher serbischer Gräueltaten durch das politische Interesse der rotgrünen Regierung beeinflusst sein könnte, die einer Kriegsführung zurückhaltend gegenüberstehenden Wähler stärker für die Kriegsführung zu gewinnen.
Am 18. Mai 2000 wurde ein Panorama-Bericht gesendet, der Scharpings Präsentation des Rogovo-Vorfalls in den Zusammenhang einer allgemeinen Kriegspropaganda zum Zweck der Sicherung des Rückhalts der Bevölkerung für die Kriegsführung stellt. Als Ausgangspunkt des Nachweises der Manipulation dient Scharpings Behauptung:

„Wir haben sehr gut recherchiert und uns Bildmaterial besorgt, das OSZE-Mitarbeiter am Morgen gemacht haben zwischen sieben und acht Uhr.“

Dem widerspricht der deutsche Polizeibeamte und OSZE-Beobachter Henning Hensch, der als erster internationaler Ermittler vor Ort gewesen sei. Nach seinen Angaben und weiteren Fotografien deute das Arrangement der Leichen in Rogovo auf den von Scharping gezeigten Bildern nicht auf ein Massaker, da die Leichen der UÇK-Kämpfer erst nach der Tatortaufnahme in dieser Weise zusammengelegt wurden.
2001 erschien eine später ungewöhnlich scharf kritisierte TV-Dokumentation („Es begann mit einer Lüge“) im WDR, die Scharpings Präsentation als Kriegspropaganda bezeichnete, die das Ziel verfolge, durch Verbreitung unwahrer oder überzogener Bezichtigungen der Serben die schwindende Unterstützung der Kriegsführung durch die Öffentlichkeit wiederherzustellen und die Kriegsführung der NATO gegen Jugoslawien nachträglich vor der Öffentlichkeit zu legitimieren. In der TV-Dokumentation wird behauptet, dass es sich bei den in Rogovo gefundenen Toten nicht um Zivilisten, sondern um UÇK-Kämpfer handelt, die nicht Opfer eines Massakers wurden, sondern im Gefecht gestorben sind. Die von einem westlichen Kamerateam unmittelbar nach den Ereignissen in Rogovo aufgenommenen Bilder zeigten die Opfer mit Gewehren, Munition, Militärstiefeln, UÇK-Rangabzeichen und -Mitgliedsausweis, die belegten, so die Aussage in der Dokumentation, dass es sich bei den Getöteten um keine Zivilisten handelte. Als Beleg dafür, dass die Anwesenheit der UÇK- und Militärutensilien nicht nachträglich von serbischer Seite und vor dem Eintreffen des Kamerateams arrangiert wurden, wird erneut Henning Hensch angeführt, der laut der TV-Dokumentation als erster OSZE-Beobachter vor Ort war. Entgegen der Aussage von Scharping, er berufe sich bei seiner Darstellung der Ereignisse in Rogovo als Massaker „auf OSZE-Beobachter, die als Erste am Ort waren“, war Hensch in seinem offiziellen Ermittlungsbericht zu dem Schluss gekommen, dass es sich in Rogovo um kein Massaker an Zivilisten handelt. Hensch berichtet, dass der Verteidigungsminister noch am Tage der ersten Veröffentlichung seiner Präsentation „darüber in Kenntnis gesetzt worden ist, dass die Darstellung, die da abgelaufen ist, so nicht gewesen ist.“ Darüber hinaus seien die Leichen, die der Verteidigungsminister zeigen ließ, dort von den serbischen Sicherheitsbehörden und von Hensch und seinen beiden russischen Kollegen abgelegt worden, nachdem sie diese von den verschiedenen, teilweise etwa 300 Meter voneinander entfernten Fundorten zusammengesammelt hätten. Somit stünden die von Scharping präsentierten und vermeintlich eine Exekution belegenden Bilder mit den tatsächlichen Ereignissen in keinem realitätsbezogenen Zusammenhang.
2012 bekräftigte Hensch nochmals seine Aussagen in einem TV-Beitrag vom NDR. Nach Ansicht von Hensch stellt das verfügbare Bildmaterial aus Rogovo nicht nur keinen Beleg dafür dar, dass ein Massaker stattgefunden hat, sondern vielmehr dafür, dass es sich um „militärische Auseinandersetzungen“ gehandelt hat. Bei den von Rudolf Scharping ausgewählten und vorgezeigten Bildern hätte es sich aber um solche gehandelt, die erst entstanden sind, nachdem die Ermittlungen auf dem Hof bereits abgeschlossen waren und Polizisten die Leichen zusammengetragen hatten. Tatsächlich seien die Bilder, die Scharping als Beleg für ein Massaker präsentiert hatte, zum großen Teil von Hensch selbst mit einem Kollegen gemacht worden. Obwohl am 29. Januar 1999 ein Kamerateam und auch Pressefotografen auf dem Hof in Rogovo anwesend gewesen waren, hatte Scharping dagegen behauptet, ein deutscher Oberleutnant habe diese Fotos heimlich gemacht und dann nach Deutschland gebracht. Als Grund, warum der Oberleutnant nicht bei der Präsentation der Bilder in der Öffentlichkeit auftrat, hatte Scharping angeführt, dass er sich aufgrund der Bilder und der mit ihnen verbundenen Erlebnisse in ärztlicher Behandlung befinde:

„Ich hätte ihnen den Oberleutnant gerne selber vorgestellt. Der ist aber in Behandlung, was mit den Bildern zu tun hat und den Erlebnissen, die hinter diesen Bildern stecken.“

Auf Anfrage von Seiten der NDR-Redaktion beim Bundesverteidigungsministerium in Berlin, ob zu dem Zeitpunkt überhaupt ein deutscher Oberleutnant in Rogovo gewesen ist und ob er Fotos gemacht hat, wurde dies im Widerspruch zu Scharpings Behauptung verneint.

## Bedeutung
Bei dem Vorfall in Rogovo handelt es sich laut Angabe der OSZE um das nach dem sogenannten Massaker von Račak wohl bedeutendste Schlüsselereignis während des Einsatzes der Kosovo Verification Mission im Kosovo-Konflikt vor dem 20. März 1999, also vor dem endgültigen Nichtzustandekommen des Vertrags von Rambouillet und dem Abzug der KVM-Verifikateure aus dem Kosovo. Zusammen mit dem Vorfall in Račak vom 15. Januar 1999 und dem Vorfall bei Rakovina am 25. Januar wurde das Geschehen in Rogovo auch als früher Hinweis für die Entwicklung von Ende März 1999 angesehen.
In Deutschland erlangte der Fall Rogovo besonders in der Argumentation des Verteidigungsministers Scharping große Bedeutung, der erklärte, es existiere ein Plan Hufeisen zur systematischen Vertreibung der Kosovo-Albaner, dessen Durchführung schon Anfang 1999 begonnen habe. In einer Informationsschrift vom 11. Mai 1999 hatte er den Abgeordneten des Bundestages schriftlich mitgeteilt, es sei seit April bekannt, dass „die Vertreibungen und gewaltsamen Übergriffe keineswegs unmittelbare Reaktionen auf die Luftangriffe der Allianz, sondern von vorneherein Teil der so genannten Operation ‘Hufeisen’“ seien, die bereits Ende des Jahres 1998 entwickelt und seit Beginn des Jahres 1999 ausgeführt wurde. Übertitelt als „Die jugoslawische Führung geht planmäßig vor und setzt ihr Vorhaben schrittweise um“ zeigte seine Mitteilung drei offenbar als Beleg gedachte Abbildungen, deren erste sich auf den Rogovo-Vorfall bezog, während die beiden anderen Luftaufnahmen brennender Häuser zeigten, die etwa drei Wochen nach Beginn der NATO-Luftangriffe aufgenommen wurden.
Im April 1999 hatte sich gezeigt, dass das endgültige Nichtzustandekommen des Vertrags von Rambouillet und das sogenannte Massaker von Račak eine zu unsichere Legitimationsgrundlage bildeten, um den Rückhalt der deutschen Öffentlichkeit zu gewährleisten. Die erst Ende September 1998 ins Amt gewählte rot-grüne Regierung war von Seiten der NATO-Partner zudem erheblichen Zweifeln bezüglich ihrer Bündnistreue und Bündniseignung ausgesetzt. Sie sah sich aufgrund der besorgten Bevölkerung gezwungen,  innerhalb kurzer Zeit Mittel der Propaganda zu entwickeln und anzuwenden. In dieser Situation wurde mit der Präsentation weiterer von Serben begangener oder möglicherweise vermeintlich begangener Verbrechen gegen die Menschlichkeit die Unterstützung der Öffentlichkeit zugunsten der zwischenzeitlich unpopulären Kriegsführung wiederhergestellt. Der Vorfall in Rogovo war hierbei von vorderstem Rang.

## Zitate
„Sie zeigen Fotos, die ein Massakrieren am 29. in der Nähe von Rogova deutlich machen und sie belegen im Übrigen, dass der Plan zur Vertreibung der Kosovaren schon im Januar in die Tat umgesetzt worden ist.“

„Leichen, überall Leichen. Erschossene Männer, deren Gesichter mit Baseballschlägern verstümmelt wurden, damit sie niemand identifizieren kann. Bilder des Grauens, Bilder aus dem Kosovo. Verteidigungsminister Rudolf Scharping zeigte sie gestern, um eindringlich zu belegen: So grausam wütet Serben-Führer Milosevic. Deshalb dieser Krieg: Das Massenmorden muß ein Ende haben.“

„Es war auch ganz klar, dass das kein Massaker an der Zivilbevölkerung war, denn nach den OSZE-Berichten haben Kommandeure der UÇK ja selbst gesagt, es seien Kämpfer für die große Sache der Albaner dort gestorben. Also zu einem Massaker hat es eigentlich der deutsche Verteidigungsminister dann interpretiert.“